# Semuc Champey
A Semuc Champey egy természetvédelmi terület Guatemala Alta Verapaz megyéjében. A Cahabón folyó völgyében, egy trópusi esőerdő belsejében elhelyezkedő terület különlegességei a mészkőből álló, természetes lépcsők és a vízben található néhány méter mély „kutak”, amelyekben a víz az időjárásnak megfelelően változtatja kékes–zöldes színét. Nehéz megközelítése ellenére a Semuc Champey az ország egyik legkedveltebb turisztikai látványossága. Neve a maja kekcsi nyelvből származik, jelentése: „ahol a folyó elrejtőzik”.
A Cahabón folyó, amely a megye egyik legbővízűbb folyója, az El Sumidero nevű helyen egy föld alatti barlangba folyik bele, és csak mintegy 300 méter után tűnik elő újra. Efölött a barlang fölött nyúlik el a Semuc Champey, a benne található víz a környék mintegy 500 méter magas hegyeiről csordogál bele.
A hely kedvelt turisztikai célpont, a természeti szépségek látványa miatt sokan szeretik azért is, mert úszni vagy akár búvárkodni is lehet a vízben, de az El Sumiderót lezárva tartják a látogatók előtt, mivel ott a folyó sodrása igen erős, ezért életveszélyes. A leglátványosabb résztől délre levő hegyen kilátópontot alakítottak ki. A hely San Agustín Lanquínből közelíthető meg, de csak terepjáróval vagy esetleg gyalog (bár az út nem rövid), majd a látogatóközpontba megérkezve és a belépődíjat kifizetve lehet belépni a területre. Itt négy turistaösvényt alakítottak ki: a sárgával jelzett könnyű terepen közvetlenül a Semuc Champeyhez visz, a piros innen vezet vissza a bejárathoz, de úgy, hogy útközben lehet látni azt a helyet, ahol a folyó újra előbukkan a barlangból, a narancs út a kilátóponthoz visz, a lila pedig az El Sumidero közelébe.

## Képek

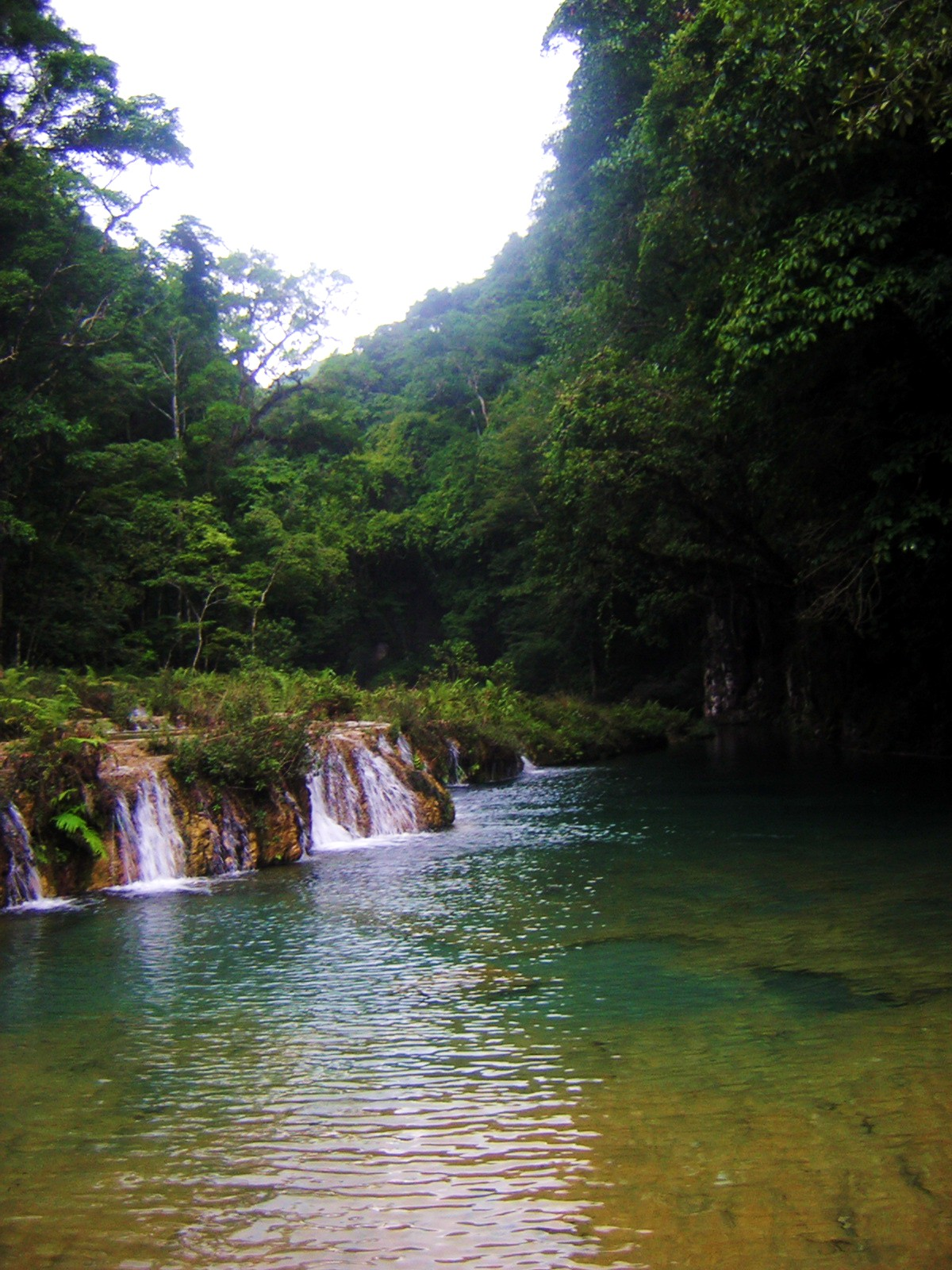
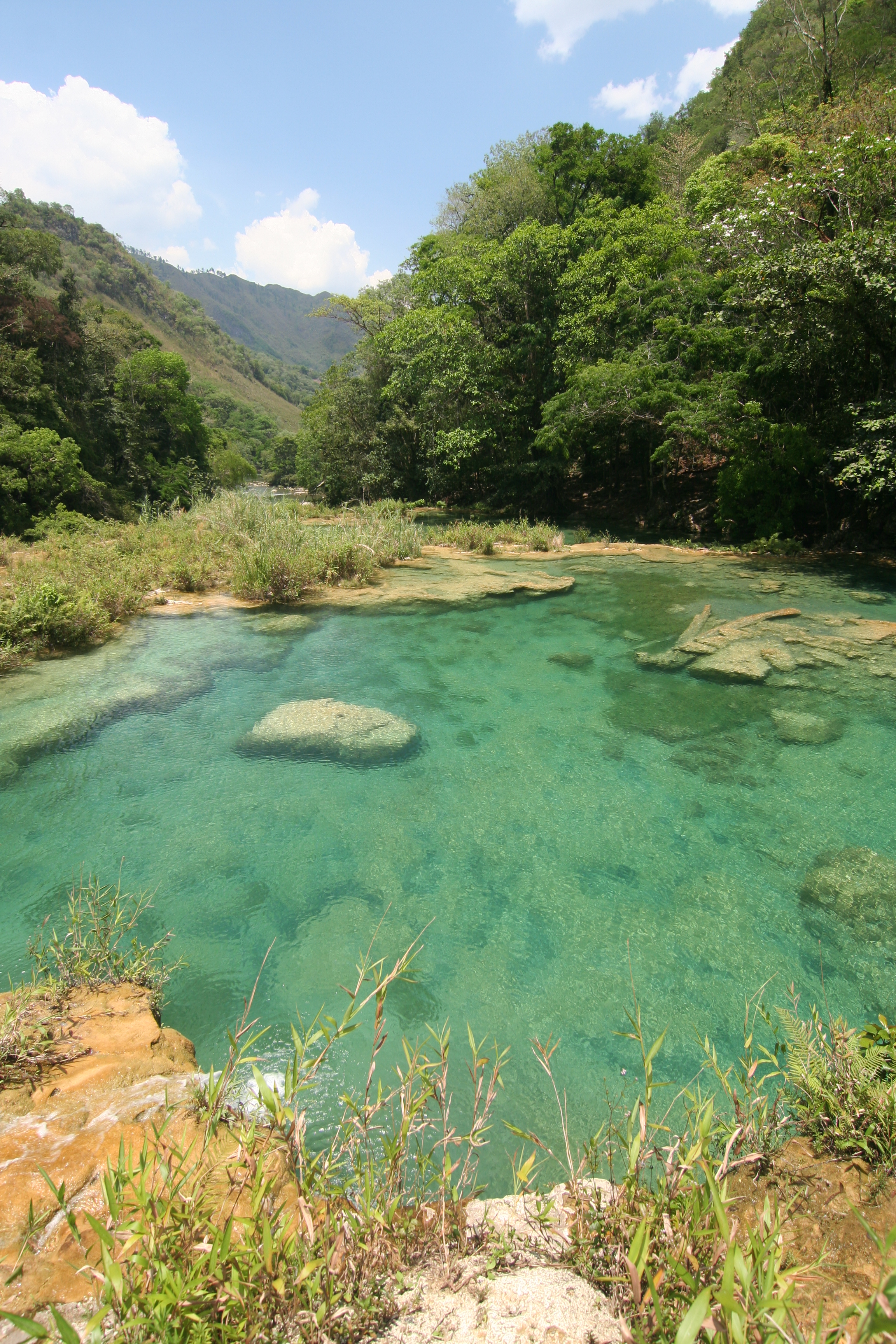
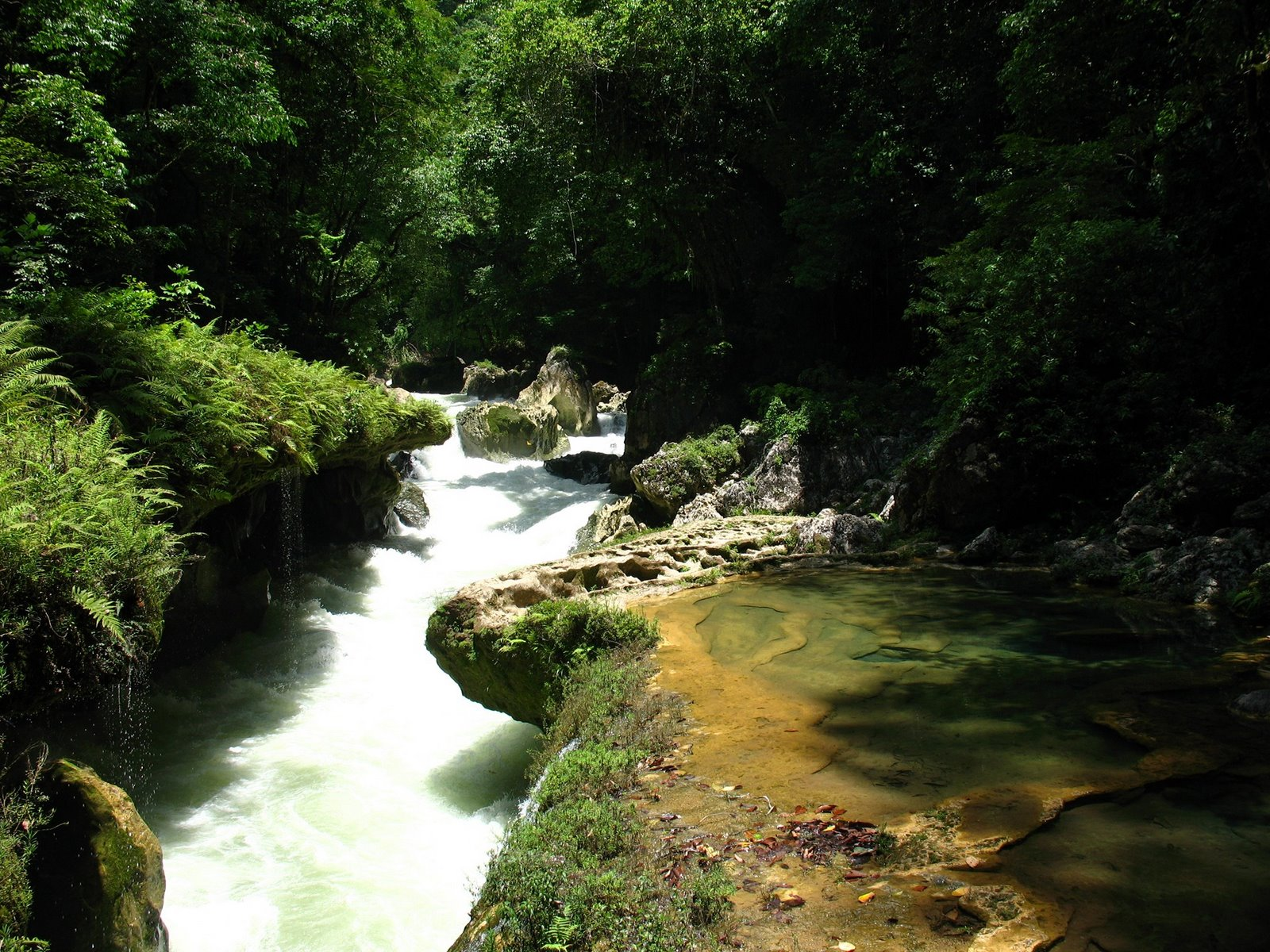
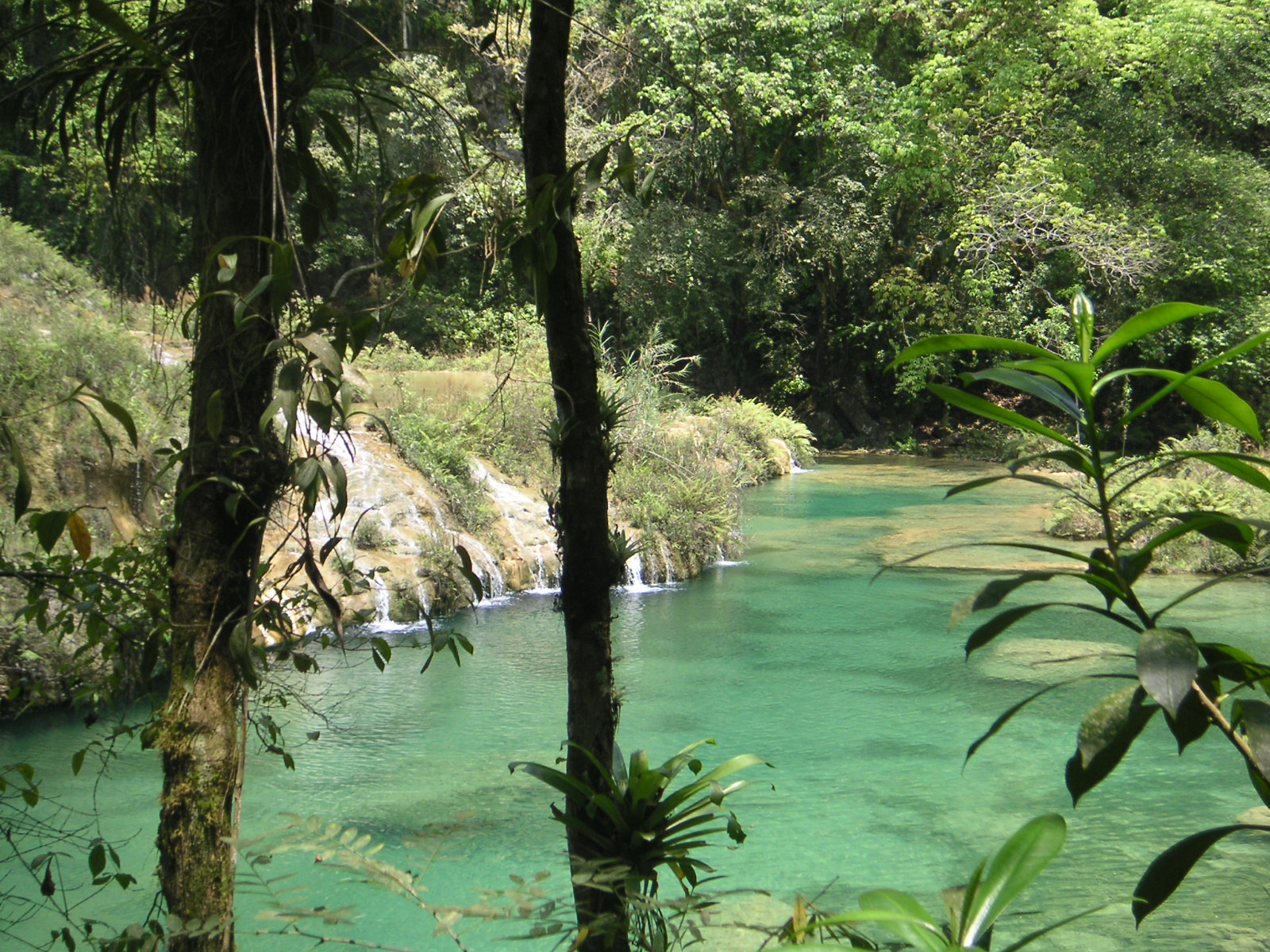